# Carlin (miasto)
Carlin – miasto w Stanach Zjednoczonych, w stanie Nevada, w hrabstwie Elko.